# Actinote laeta
Actinote laeta är en fjärilsart som beskrevs av Charles Oberthür 1917. Actinote laeta ingår i släktet Actinote och familjen praktfjärilar. Inga underarter finns listade i Catalogue of Life.